# Macintosh 128K
De Macintosh 128k, ook wel de Apple Macintosh, is de allereerste compacte computer van Apple Inc. in de Macintosh-serie. De naam "128k" staat voor de 128 kB aan RAM-geheugen waarover de computer beschikt. Er zit geen harde schijf in de Macintosh 128k, maar er kan er een opstartbare diskette gebruikt worden. Ook kreeg men standaard een diskette met het besturingssysteem System Software 1, dat later (vanaf versie 7.6) Mac OS zou gaan heten.
De Macintosh 128k werd verkocht vanaf 24 januari 1984. De productie stopte op 1 oktober 1985.
Men kon de computer samen met een muis, toetsenbord en tas aanschaffen. Ook kon er optioneel een Apple printer bijgekocht worden.

## Functies
De Macintosh 128k beschikt over een 7,8336 MHz Motorola 68000 processor, die verbonden is met 128 kB aan RAM-geheugen dat gedeeld wordt tussen de processor en de grafische chip. Het opstarten gebeurde vanaf een 64 kB ROM-chip, deze bevat de opstartprocedure en wat extra systeemroutines. Apple heeft geen RAM-upgrades aangeboden voor dit model.
De Macintosh 128k heeft een enkelzijdig 3,5-inch diskettestation met ondersteuning voor 400 kB diskettes. Verder is er is geen plek voor andere opslagmedia in de behuizing. Om het systeem op te starten is het nodig om de bijgeleverde "Startup Disk" te laden. Deze kon wel na het opstarten tijdelijk verwijderd worden, zodat er een andere diskette geplaatst kan worden.
De Macintosh 128k is een gesloten systeem: het was niet mogelijk om het geheugen uit te breiden of insteekkaarten te gebruiken. Alle uitbreidingen waren extern, zoals de MacCharlie die IBM PC-compatibiliteit toevoegde.

## Koeling
De Macintosh 128k beschikte niet over een koelmechanisme, er werd gerekend op voldoende luchtbeweging om de hitte af te voeren. Steve Jobs stond erop dat de Macintosh geen ventilator zou bevatten om de computer zo stil mogelijk te houden. Naar alle waarschijnlijkheid bevatten de eerste vier Macintosh-modellen hierdoor problemen met oververhitting van componenten. Hierdoor werd later een externe ventilator beschikbaar, die achterop de computer bevestigd kon worden, om zo een actieve luchtstroom te genereren.

## Specificaties

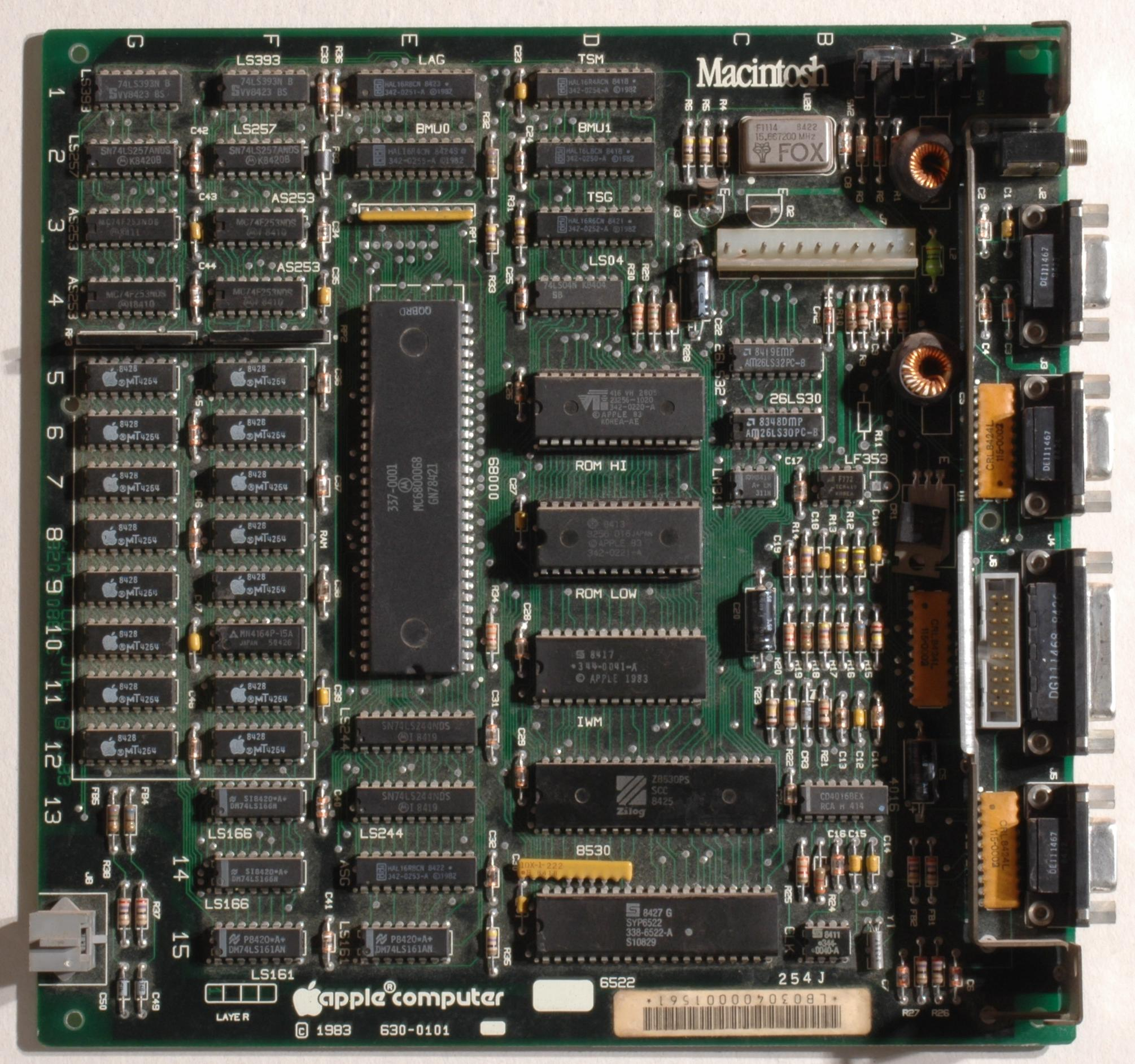
Het moederbord van een Macintosh.

- Processor: Motorola 68000, 7,8336 MHz
- ROM-grootte: 64 kB
- RAM-geheugen: permanent gesoldeerd
- Video RAM-type: ingebouwd
- Standaard RAM: 128 kB
- Maximum RAM: 128 kB
- Standaard diskettestation: 3,5-inch, 400 kB
- Type batterij: 4,5 volt Alkaline
- Beeldscherm: 512×342 monochroom
- Ondersteunde systeemversies: 1.0 t/m 3.2
- Afmetingen: 34,5 cm × 24,4 cm × 27,7 cm (lxbxh)
- Gewicht: 7,5 kg[2]

Uit productie: 1984: Macintosh 128K, Macintosh 512K · 1985: Macintosh XL · 1986: Macintosh Plus · 1987: Macintosh II, Macintosh SE · 1988: Macintosh IIx · 1989: Macintosh SE/30, Macintosh IIcx, Macintosh IIci, Macintosh Portable · 1990: Macintosh IIfx, Macintosh Classic, Macintosh IIsi, Macintosh LC serie · 1991: Macintosh Quadra 700, Macintosh Quadra 900, Apple PowerBook · Macintosh Classic II · 1992: Macintosh IIvx, Macintosh Quadra 950, PowerBook Duo, Macintosh Performa serie · 1993: Macintosh Centris serie, Macintosh Color Classic, Macintosh TV · Apple Workgroup Server · 1994: Power Macintosh · 1997: Power Macintosh G3, PowerBook G3, Twentieth Anniversary Macintosh · 1998: iMac · 1999: iBook, Power Mac G4 · 2000: Power Mac G4 Cube · 2001: PowerBook G4 · 2002: eMac, iMac G4 · 2003: Xserve, Power Mac G5 · 2004: iMac G5 · 2005: Mac mini · 2006: MacBook · 2015: MacBook (Retina) · 2017: iMac Pro

Huidige modellen: MacBook Air, MacBook Pro, iMac, Mac mini, Mac Studio, Mac Pro